# 能島裕介 (情報工学者)
能島 裕介（のじま ゆうすけ）は、日本の情報工学者。大阪公立大学（旧：大阪府立大学）大学院情報学研究科基幹情報学専攻教授。博士（工学）（神戸大学）。日本知能情報ファジィ学会第15期理事。IEEE-CIS(Computational Intelligence Society) Task Force on Evolutionary Fuzzy SystemsチェアおよびComputational Intelligence Magazine副編集長。SCIS-ISIS2016 Publicityチェア。IFSA-SCIS 2017 Vice Programチェア。FAN2021 Onlineプログラム委員長。
専門は、知能情報学（特にファジィシステム、遺伝的機械学習）・知能ロボティクス、制御工学・システム工学。

## 略歴
1999年大阪工業大学工学部機械工学科卒業。2004年神戸大学大学院自然科学研究科システム機能科学専攻博士課程修了、博士（工学）（神戸大学）。同年、大阪府立大学（現：大阪公立大学）大学院工学研究科助手。2013年同研究科電気・情報系専攻准教授。2020年同研究科教授。2022年大阪公立大学大学院情報学研究科基幹情報学専攻教授。
主な所属学会は、IEEE-CIS(Computational Intelligence Society)、ACM SIGEVO、 進化計算学会、システム制御情報学会。

## 主な受賞
- 進化計算学会コンペティション2021多目的部門トップ賞
- FAN(Fuzzy, Artificial Intelligence, Neural Networks) 2021優秀論文賞
- FML(Fuzzy Markup Language)-based Machine Learning Competition(1st Prize) at FUZZ-IEEE2019 and IEEE CEC 2019
- Springer Best Paper Award(1st Prize) at 10th International Conference 2019 on Evolutionary Multi-Criterion Optimization
- GECCO2017(Genetic and Evolutionary Computation Conference) Best Paper Award
- ACIIDS2015 Best Regular Paper Award
- FUZZ-IEEE(IEEE International Conference on Fuzzy Systems) 2009/2011 Best Paper Award
- SCIS-ISIS(Soft Computing and Intelligent Systems and International Symposium on Advanced Intelligent Systems) 2010 Best Paper Award
- 日本知能情報ファジィ学会奨励賞(2008)

## 主な研究
- ユーザーの選好を考慮した進化型多目的最適化による対話型ファジィモデリング[4] - 矢崎科学技術振興記念財団の助成
- 多目的ファジィ遺伝的機械学習における世代数の探索性能への影響[5]
- ハイパーヒューリスティックで得られた進化型多目的最適化アルゴリズムの汎用性の検証
- 知能ロボットのための情動モデルによる割り込み機能
- パートナーロボットのためのジェスチャ認識と進化的軌道生成

知能情報学の対外啓蒙活動として、国際会議FUZZ-IEEEで、9年連続Special Session on Evolutionary Fuzzy Systemsのオーガナイザーを担当、首都大学東京（現：東京都立大学）大学院システムデザイン研究科で特別講義（2013, 「遺伝的ファジィシステムによる知識獲得」）を行っている。